# Gymnanthe belangeriana
Gymnanthe es un género monotípico de musgos hepáticas del orden Jungermanniales. Su única especie es: Gymnanthe belangeriana

## Taxonomía
Gymnanthe belangeriana fue descrita por (Lehm. & Lindenb.) Stephani y publicado en Bulletin de la Société Botanique de Belgique 32: 119. 1893.
Sinonimia
- Acolea belangeriana (Lehm. & Lindenb.) Trevis.
- Gymnomitrion belangeriana (Lehm. & Lindenb.) Gottsche
- Notoscyphus belangerianus (Lehm. & Lindenb.) Mitt.